# محمدرضا مؤذن
محمدرضا مؤذن (متولد ۲۹ شهریور ۱۳۷۰ در قزوین)، بازیکن والیبال اهل ایران و عضو تیم ملی والیبال مردان ایران است. او فرزند علی مؤذن کاپیتان اسبق تیم ملی ایران است. وی امسال توانست به همراه تیم مقاومت شهداب یزد قهرمان لیگ برتر والیبال ایران را کسب کند.

## حضور تیم ملی والیبال ایران
محمدرضا مؤذن پس از درخشش در تیم پیکان در لیگ برتر ایران در سال ۱۳۹۸ توسط ایگور کولاکوویچ برای حضور در مسابقات لیگ ملت‌ها ۲۰۱۹ به تیم ملی والیبال ایران دعوت شد.مؤذن در مسابقات انتخابی المپیک ۲۰۲۰ و همچنین قهرمانی آسیا ۲۰۱۹ عضو تیم ملی والیبال ایران بود و توانست با این تیم قهرمان مسابقات قهرمانی آسیا ۲۰۱۹ در تهران شود.